# Käthe Kollwitz, images d'une vie
Pour plus de détails, voir Fiche technique et Distribution.

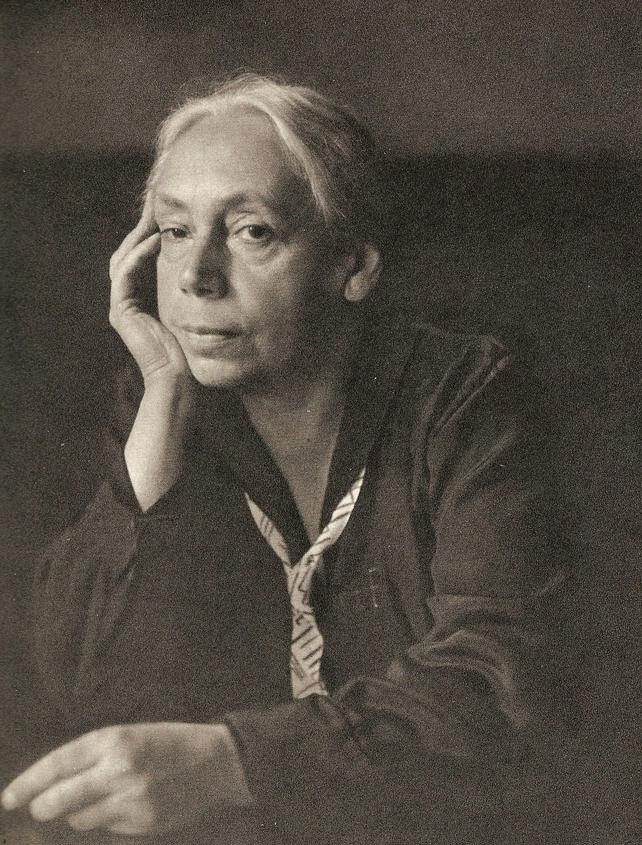
Käthe Kollwitz en 1906.

Käthe Kollwitz, images d'une vie (Käthe Kollwitz – Bilder eines Lebens) est un film biographique est-allemand réalisé par Ralf Kirsten (de), sorti en 1987. Il retrace la vie de la peintre Käthe Kollwitz (1867-1945).

## Fiche technique
- Titre original : Käthe Kollwitz – Bilder eines Lebens
- Titre français : Käthe Kollwitz, images d'une vie[2]
- Réalisateur : Ralf Kirsten (de)
- Scénario : Ralf Kirsten (de)
- Photographie : Otto Hanisch (de)
- Montage : Evelyn Carow (de)
- Musique : Peter Gotthardt (de)
- Sociétés de production : Deutsche Film AG
- Pays de production :  Allemagne de l'Est
- Langue de tournage : allemand
- Format : Couleur Orwo - 35 mm
- Durée : 95 minutes (1h35)
- Genre : Film biographique
- Dates de sortie :
  - Allemagne de l'Est : 23 avril 1987

## Distribution
- Jutta Wachowiak (de) : Käthe Kollwitz
- Fred Düren (de) : Karl Kollwitz
- Carmen-Maja Antoni : Lina
- Gerd Baltus (de) : Sander
- Gabriele Barth : la modèle
- Eckhard Becker (de) : le critique
- Matthias Freihof : Peter Kollwitz
- Detlef Bierstedt (de) : SA
- Rolf Ludwig (de) : l'officier de la Gestapo
- Walfriede Schmitt (de) : Walentina Nagel
- Jens-Uwe Bogadtke (de) : le secouriste
- Christoph Engel (de) : le prédicateur
- Peter Buchheim : Georg Stern